# QT Близнецов
QT Близнецов (лат. QT Geminorum, HD 49290) — тройная звезда в созвездии Близнецов на расстоянии приблизительно 2 367 световых лет (около 726 парсек) от Солнца. Видимая звёздная величина звезды — от +8,06m до +7,66m.
Пара первого и второго компонентов — двойная затменная переменная звезда типа Беты Лиры (EB). Орбитальный период — около 1,6199 суток.

## Характеристики
Первый компонент — белая звезда спектрального класса A0. Масса — около 5,379 солнечных, радиус — около 7,154 солнечных, светимость — около 1437,65 солнечных. Эффективная температура — около 9527 К.
Второй компонент — белая звезда спектрального класса A.
Третий компонент — коричневый карлик. Масса — около 49,78 юпитерианских. Удалён в среднем на 2,62 а.е..